# 康博莱班
康博莱班（法語：Cambo-les-Bains，法語發音：[kɑ̃bo le bɛ̃]）或康博，法国西南部城市，新阿基坦大区大西洋比利牛斯省的一个市镇，隶属于巴约讷区，其市镇面积为22.49平方公里，2022年1月1日时人口数量为6,715人，在法国城市中排名第1,629位。
康博莱班位于大西洋比利牛斯省西部，尼夫河谷内，是一个区域性的中心城市，巴约讷—圣让皮耶德波尔铁路和多条公路在此交汇。康博莱班因当地的温泉浴场而闻名。

## 地名来源
“Cambo”最初于公元1350年以“Camboa”的形式被记载，后者来源尚有待考证，可能意为“山坡”。“-les-Bains”这一后缀自1897年起成为当地官方名称的一部分。
康博莱班所处区域历史上曾通行巴斯克语，“Cambo”对应的巴斯克语拼写为“Kanbo”。
此外，因翻译标准不同，“Cambo-les-Bains”在部分汉语资料中又被译为康伯莱班。

## 历史

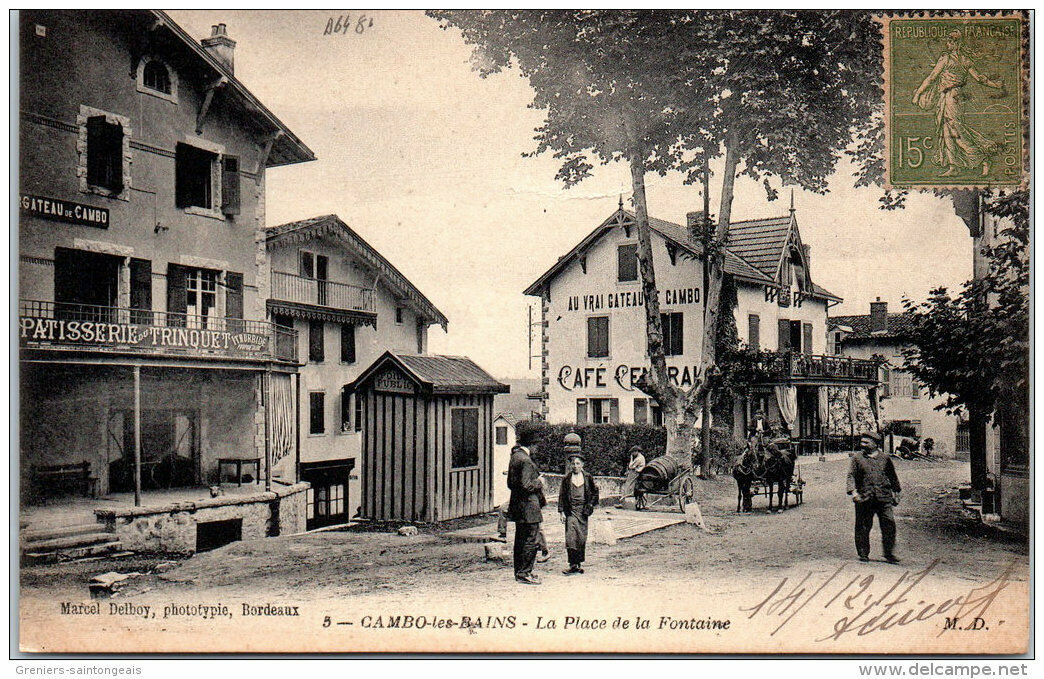
20世纪初的康博莱班镇中心

康博莱班的早期历史尚不清楚，当地中世纪时长期为巴斯克的一处普通村落。17世纪初，康博境内发现温泉资源，此后当地兴建了圣洛朗教堂。法国大革命后，康博莱班成为下比利牛斯省（1969年更名为“大西洋比利牛斯省”）的一个市镇。19世纪末，法国作家埃德蒙·罗斯丹及巴约讷主教夏尔·拉维热里曾长期居住于康博，并于1903年在此兴建阿尔纳加庄园。此后康博莱班的温泉名声大噪，包括安娜·德诺阿耶、莎拉·伯恩哈特、莱昂·布鲁姆在内的著名人士先后拜访康博。至20世纪20年代，康博莱班境内已出现了多处高级温泉浴场，当地的温泉疗养业方兴未艾。途径康博莱班的巴约讷—圣让皮耶德波尔铁路于1932年完成电气化改造，后因客流较小，其电力设施在2010年的翻新工程中被拆除。

## 地理

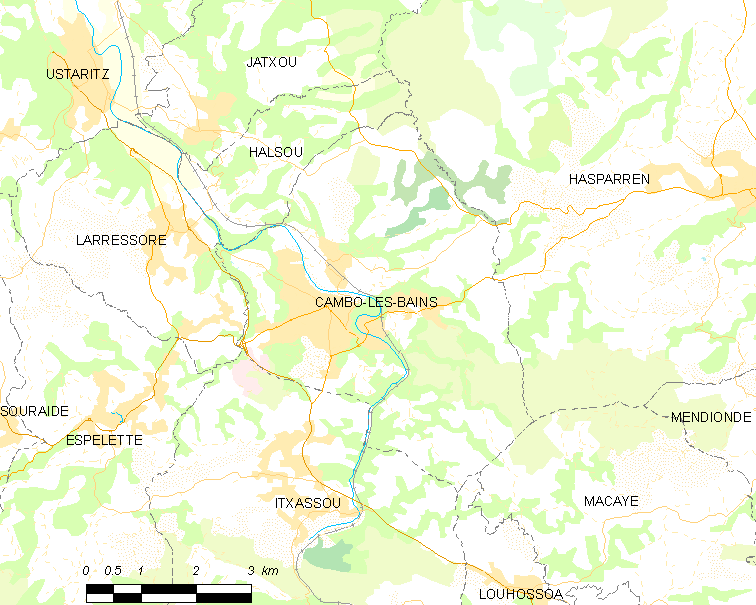
康博莱班市镇范围地图

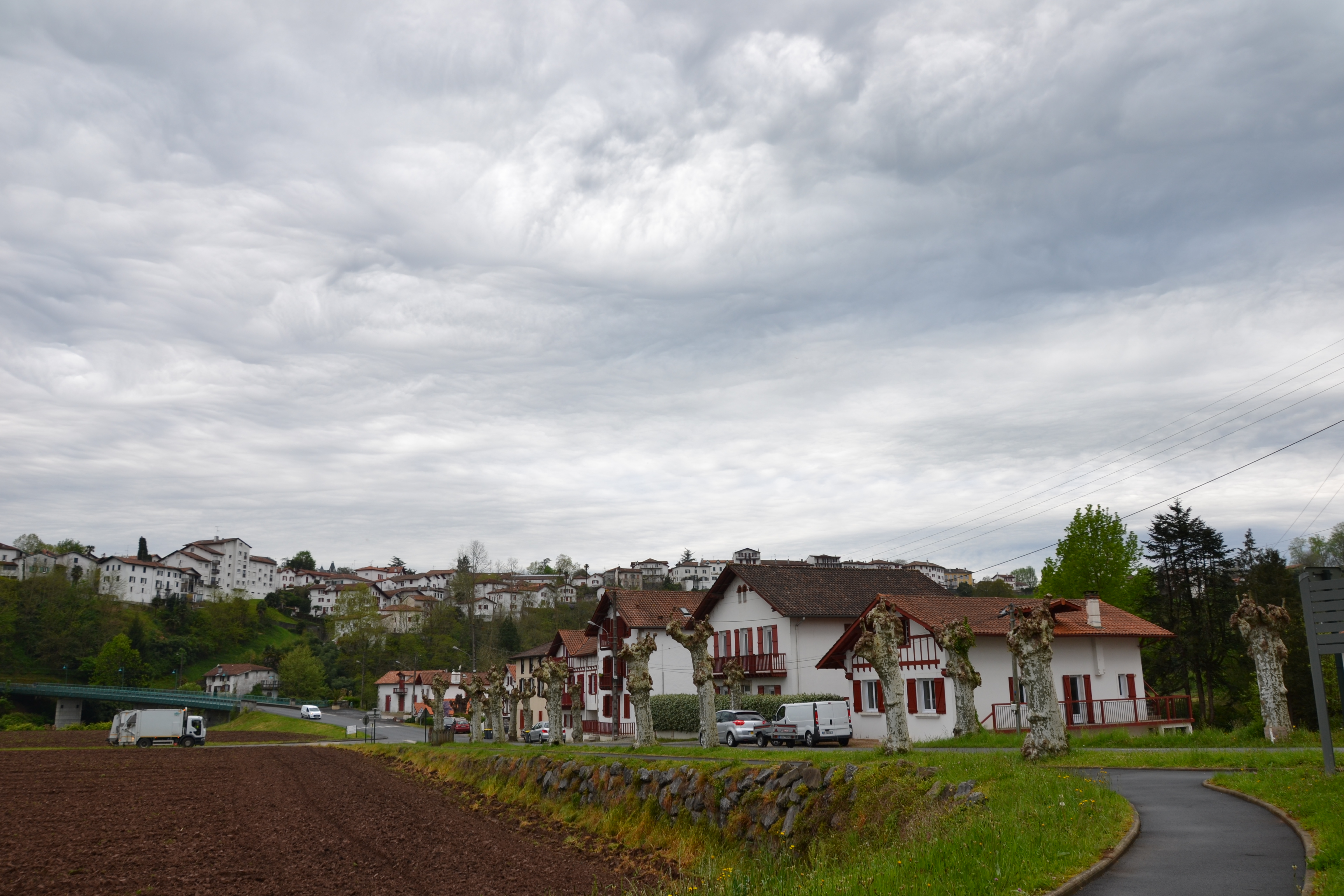
远眺康博莱班

康博莱班位于法国西南部，新阿基坦大区西南部和大西洋比利牛斯省西部，距离省会波城大约111公里。与康博莱班接壤的市镇包括：阿尔苏、拉勒索尔、阿斯帕伦、伊察苏、马凯和卢奥索阿。

### 地形
康博莱班位于比利牛斯山西北部，境内以丘陵为主，市镇中心位于一处地势较为平坦的台塬之上，尼夫河的河面低于河岸形成明显高差，全境海拔在0到400米之间。

### 水文
康博莱班位于阿杜尔河流域范围内，尼夫河自东南向西北蜿蜒流经境内，其左岸支流乌罗切科溪（Urotxeko erreka）自南向北流经市镇西界。

### 植被
康博莱班属于温带阔叶混交林区，镇中心的圣约瑟夫公园（Parc de Saint-Joseph）是当地主要的城市绿地，林地则广泛分布于河谷及丘陵地区。
在鲜花城市的评比中，康博莱班暂未被评级。

### 气候
康博莱班在柯本气候分类法中属于温带海洋性气候（Cfb），因其纬度较低，且受到比利牛斯山焚风影响，当地气候又有一定的亚热带及地中海特征。
康博莱班境内设有气象站，以下为该气象站的数据（其中日照数据取自巴约讷-比亚里茨机场气象站）：
| 康博莱班 1981年－2019年 | 康博莱班 1981年－2019年 | 康博莱班 1981年－2019年 | 康博莱班 1981年－2019年 | 康博莱班 1981年－2019年 | 康博莱班 1981年－2019年 | 康博莱班 1981年－2019年 | 康博莱班 1981年－2019年 | 康博莱班 1981年－2019年 | 康博莱班 1981年－2019年 | 康博莱班 1981年－2019年 | 康博莱班 1981年－2019年 | 康博莱班 1981年－2019年 | 康博莱班 1981年－2019年 |
| 月份                    | 1月                     | 2月                     | 3月                     | 4月                     | 5月                     | 6月                     | 7月                     | 8月                     | 9月                     | 10月                    | 11月                    | 12月                    | 全年                    |
| ----------------------- | ----------------------- | ----------------------- | ----------------------- | ----------------------- | ----------------------- | ----------------------- | ----------------------- | ----------------------- | ----------------------- | ----------------------- | ----------------------- | ----------------------- | ----------------------- |
| 历史最高温 °C（°F）     | 25.5 (77.9)             | 27.6 (81.7)             | 30.5 (86.9)             | 32.9 (91.2)             | 37.1 (98.8)             | 40.4 (104.7)            | 40 (104)                | 43.5 (110.3)            | 40.5 (104.9)            | 34 (93)                 | 27.5 (81.5)             | 26.5 (79.7)             | 43.5 (110.3)            |
| 平均高温 °C（°F）       | 12.8 (55.0)             | 13.8 (56.8)             | 16.4 (61.5)             | 17.9 (64.2)             | 21.4 (70.5)             | 24 (75)                 | 26 (79)                 | 26.4 (79.5)             | 24.6 (76.3)             | 21 (70)                 | 15.8 (60.4)             | 13.2 (55.8)             | 19.4 (66.9)             |
| 日均气温 °C（°F）       | 8.2 (46.8)              | 8.8 (47.8)              | 11 (52)                 | 12.5 (54.5)             | 16 (61)                 | 18.8 (65.8)             | 20.8 (69.4)             | 21.1 (70.0)             | 18.9 (66.0)             | 15.9 (60.6)             | 11.2 (52.2)             | 8.8 (47.8)              | 14.3 (57.7)             |
| 平均低温 °C（°F）       | 3.7 (38.7)              | 3.8 (38.8)              | 5.7 (42.3)              | 7.2 (45.0)              | 10.6 (51.1)             | 13.6 (56.5)             | 15.6 (60.1)             | 15.8 (60.4)             | 13.2 (55.8)             | 10.8 (51.4)             | 6.6 (43.9)              | 4.4 (39.9)              | 9.3 (48.7)              |
| 历史最低温 °C（°F）     | −14.2 (6.4)             | −9.5 (14.9)             | −8.5 (16.7)             | −2.3 (27.9)             | 1.6 (34.9)              | 5.5 (41.9)              | 8 (46)                  | 7.2 (45.0)              | 4 (39)                  | −1.5 (29.3)             | −7.6 (18.3)             | −8.9 (16.0)             | −14.2 (6.4)             |
| 平均降水量 mm（）       | 147.2 (5.80)            | 130.3 (5.13)            | 121.7 (4.79)            | 152.9 (6.02)            | 127.9 (5.04)            | 95.8 (3.77)             | 81.5 (3.21)             | 104.5 (4.11)            | 127.8 (5.03)            | 149.1 (5.87)            | 195 (7.7)               | 165.2 (6.50)            | 1,598.9 (62.95)         |
| 月均日照時數            | 100.2                   | 114.1                   | 164.4                   | 169.4                   | 193.7                   | 203.3                   | 209                     | 206.8                   | 192.8                   | 141.7                   | 103.8                   | 88.3                    | 1,887.5                 |
| 来源：infoclimat.fr     |                         |                         |                         |                         |                         |                         |                         |                         |                         |                         |                         |                         |                         |

## 行政区划
康博莱班的市镇编号为64160，邮政编号为64250。
在行政管理方面，康博莱班隶属于法国新阿基坦大区大西洋比利牛斯省巴约讷区；在地方选举方面，康博莱班是巴伊古拉-蒙达兰县的中央投票站所在地，其市镇范围全境被划入大西洋比利牛斯省第六选区；在社会管理方面，康博莱班是巴斯克地区城市圈公共社区的组成部分。
截至2023年9月，康博莱班市镇范围内暂无任何城市敏感街区及城市政策优先街区。
法国国家统计与经济研究所（简称）在进行数据统计时，将康博莱班市镇单独设为康博莱班城市核心区（Unité urbaine de Cambo-les-Bains），但未将康博莱班划入任何城市区（Aire urbaine）。自2020年起，康博莱班被划入包含56个市镇的巴约讷城市辐射区。此外，还将康博莱班市镇整体看作一个“块区”（IRIS），以便于统计人口分布情况。

## 交通

### 公路
大西洋比利牛斯省省道D10线、D22线、D250线、D410线、D420线、D918线和D932线在康博莱班境内交汇，新阿基坦大区下属的城际客运提供巴士线路，可前往周边部分市镇。
| 5 | 16 |

| 波城 | 116 |

| 巴约讷 | 20 |

| 圣让皮耶德波尔 | 33 |

2019年，63.5%的康博莱班家庭拥有至少一辆私人汽车。2021年，康博莱班境内共发生各类交通事故2起，造成3人受伤。

### 铁路

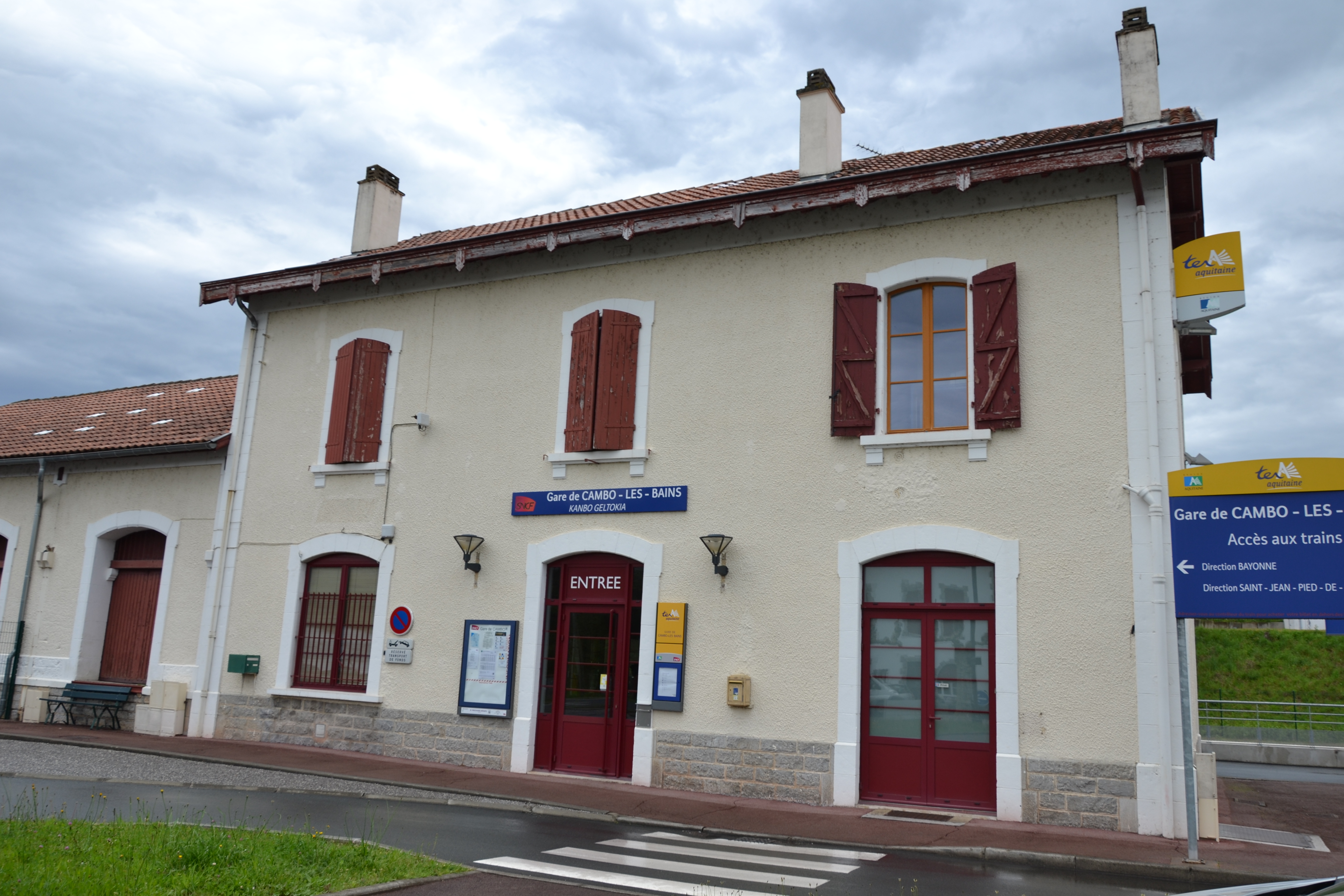
康博莱班火车站

康博莱班位于巴约讷—圣让皮耶德波尔铁路上。康博莱班站位于市区北部，该站停靠往返于巴约讷和圣让皮耶德波尔一线的区域列车。

### 航空
距离康博莱班最近的民用航空站为21公里外的比亚里茨机场。

### 城市公共交通
康博莱班是巴斯克地区城市公共交通（商业名称为）的服务覆盖范围，后者是当地的城市公共交通系统。截至2023年9月，该系统共包括七条市区线路和数十条城际及郊区线路，其中公交14路、15路、49路、57路和59路经过康博莱班。

## 政治

### 市政内阁

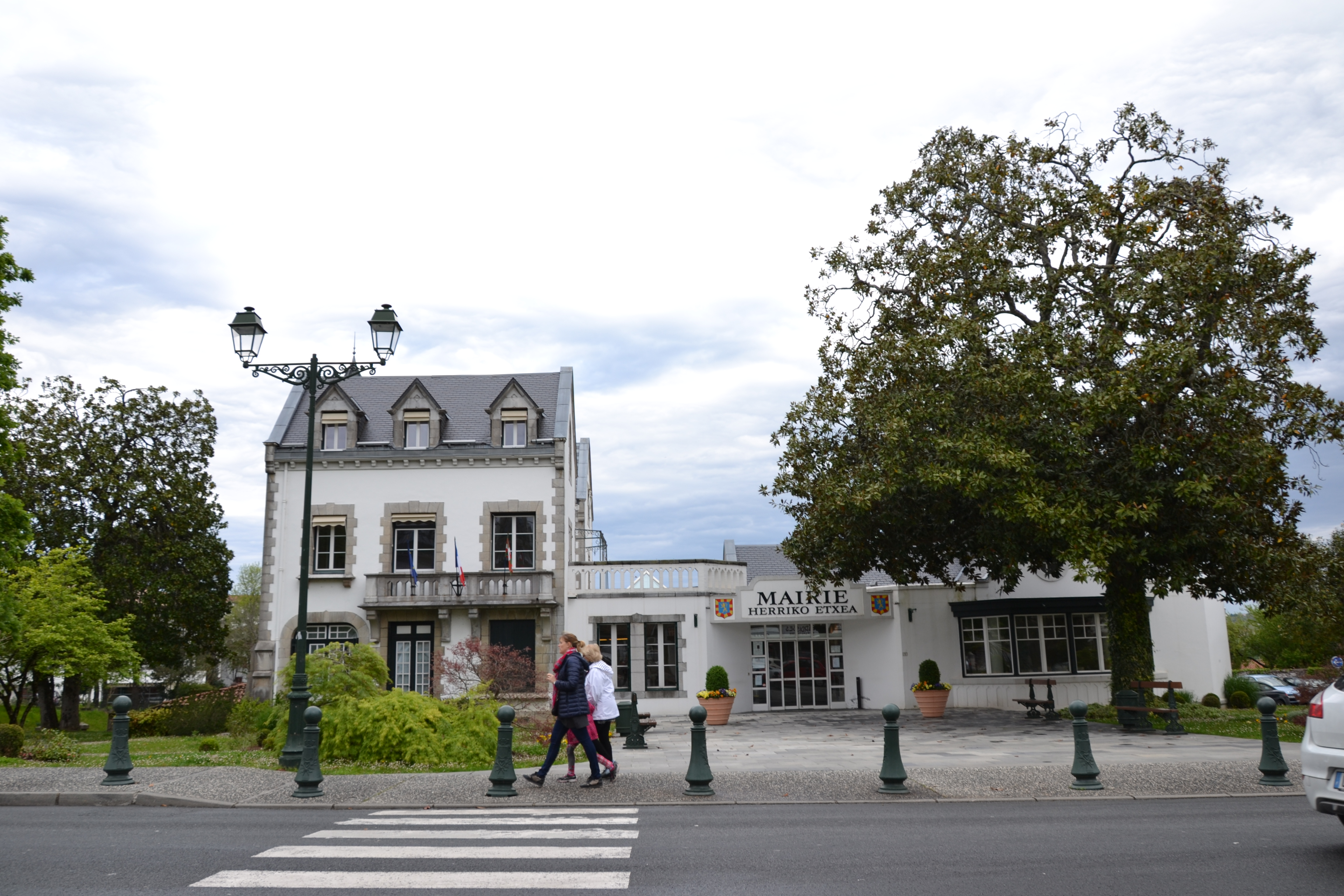
康博莱班市政厅

康博莱班的现任市长为克里斯蒂安·德韦兹先生（Christian DEVÈZE），他是一名中间派，在2020年的市政选举中获得了53.03%的支持率。
| 康博莱班历届市长 | 康博莱班历届市长                                     | 康博莱班历届市长                                              |
| 任期             | 市长                                                 | 党派                                                          |
| ---------------- | ---------------------------------------------------- | ------------------------------------------------------------- |
| 1944年－1960年   | Jean RUMEAU 让·吕莫                                  | 不详                                                          |
| 1960年－1965年   | Alexandre CAMINO 亚历山大·卡比诺                     | UNR新共和国联盟                                               |
| 1965年－1980年   | Michel LABÉGUERIE 米歇尔·拉贝格里                    | CD法国民主中心 →UDF法国民主联盟 →CDS社会民主中心              |
| 1980年－1989年   | Rita LABÉGUERIE 里塔·拉贝格里                        | UDF法国民主联盟                                               |
| 1989年－1995年   | Laurent DUHART 洛朗·迪阿尔                           | 無黨籍                                                        |
| 1995年－2017年   | Vincent BRU 樊尚·布吕                                | DVD右翼无党派人士 →UDF法国民主联盟 →UDI民主人士和独立人士联盟 |
| 2017年－2019年   | Bernadette RIMBERT-JOUGLEUX 贝尔纳黛特·兰贝尔-茹格勒 | DVD右翼无党派人士                                             |
| 2019年－         | Christian DEVÈZE 克里斯蒂安·德韦兹                   | DVC混杂中间派                                                 |

### 各级选举
| 康博莱班历届投票选举结果 | 康博莱班历届投票选举结果 | 康博莱班历届投票选举结果 | 康博莱班历届投票选举结果             | 康博莱班历届投票选举结果             | 康博莱班历届投票选举结果 | 康博莱班历届投票选举结果             | 康博莱班历届投票选举结果             | 康博莱班历届投票选举结果 | 康博莱班历届投票选举结果 |
| 选举项目                 | 选举范围                 | 选区单位                 | 选区单位内的选举结果                 | 选区单位内的选举结果                 | 选区单位内的选举结果     | 选区单位内的选举结果                 | 选区单位内的选举结果                 | 选区单位内的选举结果     | 参考资料                 |
| 选举项目                 | 选举范围                 | 选区单位                 | 第一轮胜出者                         | 第一轮胜出者                         | 支持率                   | 第二轮胜出者                         | 第二轮胜出者                         | 支持率                   | 参考资料                 |
| ------------------------ | ------------------------ | ------------------------ | ------------------------------------ | ------------------------------------ | ------------------------ | ------------------------------------ | ------------------------------------ | ------------------------ | ------------------------ |
| 2017年法國總統選舉       | 法國                     | 市镇                     |                                      | 埃马纽埃尔·马克龙                    | 22.85%                   |                                      | 埃马纽埃尔·马克龙                    | 72.25%                   | [ 24 ]                   |
| 2017年法国立法选举       | 大西洋比利牛斯省第六选区 | 市镇                     |                                      | 樊尚·布吕                            | 49.86%                   |                                      | 樊尚·布吕                            | 76.15%                   | [ 24 ]                   |
| 2019年欧洲议会选举       | 法國                     | 市镇                     |                                      | 娜塔莉·卢瓦索                        | 25.75%                   | （不适用）                           | （不适用）                           | （不适用）               | [ 26 ]                   |
| 2021年法国省级选举       |                          | 县                       |                                      | 让-皮埃尔·阿里耶特 伊萨贝尔·帕尔加德 | 53.17%                   |                                      | 让-皮埃尔·阿里耶特 伊萨贝尔·帕尔加德 | 60.44%                   | [ 27 ]                   |
| 2021年法国省级选举       | 市镇                     |                          | 让-皮埃尔·阿里耶特 伊萨贝尔·帕尔加德 | 44.77%                               |                          | 让-皮埃尔·阿里耶特 伊萨贝尔·帕尔加德 | 53.07%                               |                          | [ 27 ]                   |
| 2021年法国大区选举       |                          | 市镇                     |                                      | 热纳维耶芙·达里厄塞克                | 19.98%                   |                                      | 阿兰·鲁塞                            | 29.49%                   | [ 28 ]                   |
| 2022年法国总统选举       | 法國                     | 市镇                     |                                      | 埃马纽埃尔·马克龙                    | 26.63%                   |                                      | 埃马纽埃尔·马克龙                    | 60.25%                   | [ 24 ]                   |
| 2022年法国立法选举       | 大西洋比利牛斯省第六选区 | 市镇                     |                                      | 樊尚·布吕                            | 34.46%                   |                                      | 樊尚·布吕                            | 58.35%                   | [ 24 ]                   |

## 人口
2020年，康博莱班市镇人口数量为6,623，在法国排名第1,629位。其中男性3,045人，女性3,577人，75岁及以上人口占16.7%，外籍人口数量为224人，人口密度为294人/平方公里，当地居民被称为（男性）或（女性）。2020年，康博莱班境内出生55人，死亡人口111人。
| 康博莱班1901年－2020年人口变化情况 |
|                                    |
| 数据来源：Cassini、INSEE           |

## 经济
康博莱班是一个区域性的中心城市。截至2023年9月，康博莱班市镇范围内共有各类用人单位（包含自雇）1,295家，平均历史为16年，其中98.88%为中小型企业（PME），2023年7月至9月间，当地的经济活力指数为0。（康复疗养）、（康复疗养）及（康复疗养）是当地2021年营业额最高的三个企业，分别为11,364,467欧元、7,744,486欧元和6,592,160欧元。

## 财政与居民收入
2021年，康博莱班的财政收入总额为6,631,090欧元，财政支出总额为5,646,930欧元，当年的债务总额为1,614,410欧元。2021年，康博莱班市镇通过增值税获得199,870欧元的收入，此外当地还共获得了192,890欧元的国家直接财政补助。
2019年，康博莱班的人均月收入总额为2,001欧元，其中高级职员为3,670欧元，低于法国平均水平（4,230欧元）；中级职员为2,217欧元，低于法国平均水平（2,411欧元）；普通职员为1,672欧元，亦低于法国平均水平（1,740欧元）。
2020年，康博莱班境内的贫困率为11%，青壮年（15至64岁）失业率为12.6%；2022年，当地42.1%的家庭拥有纳税资格，平均纳税3,019欧元，低于法国平均水平（4,393欧元）。

## 社会事务

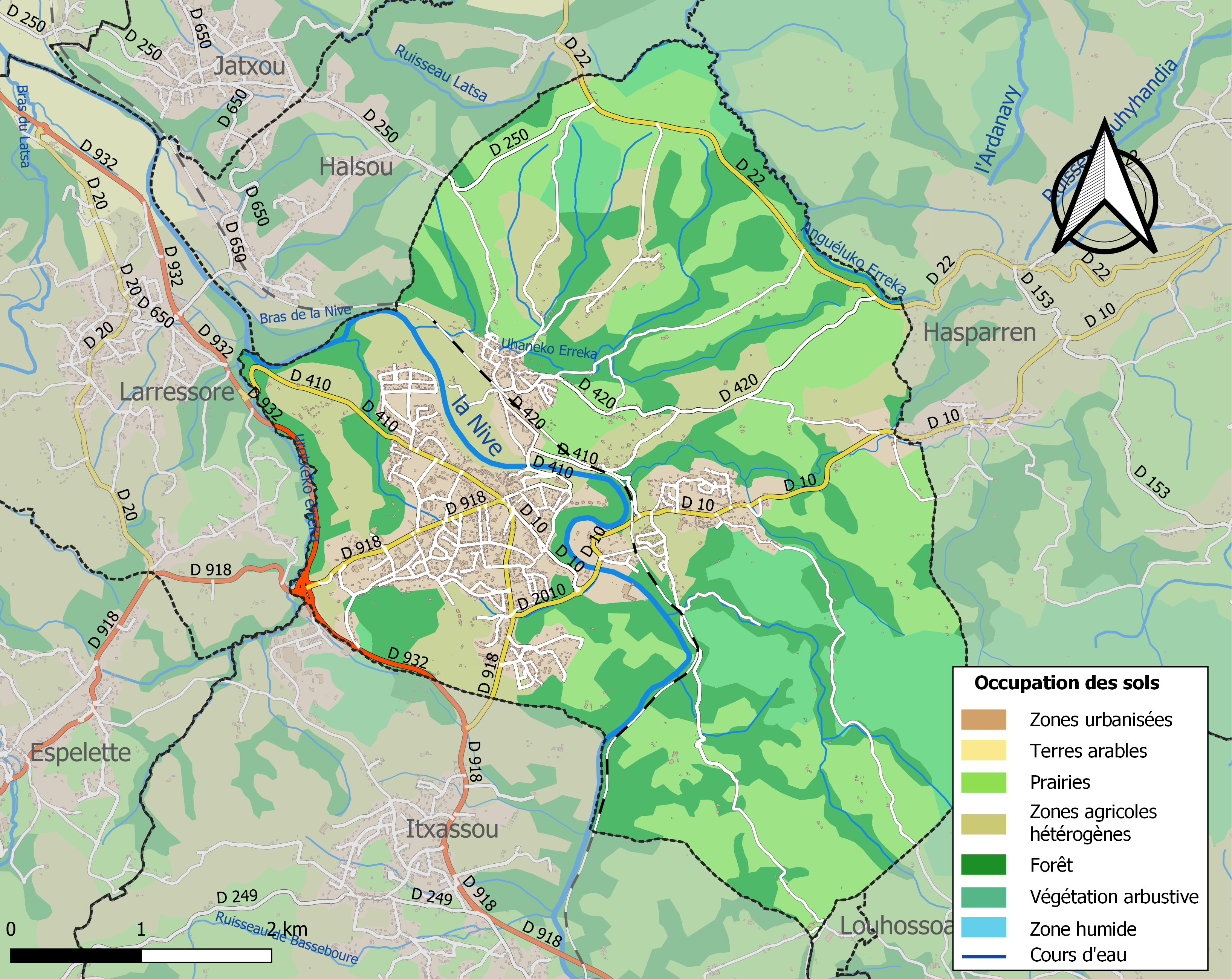
康博莱班土地利用情况地图

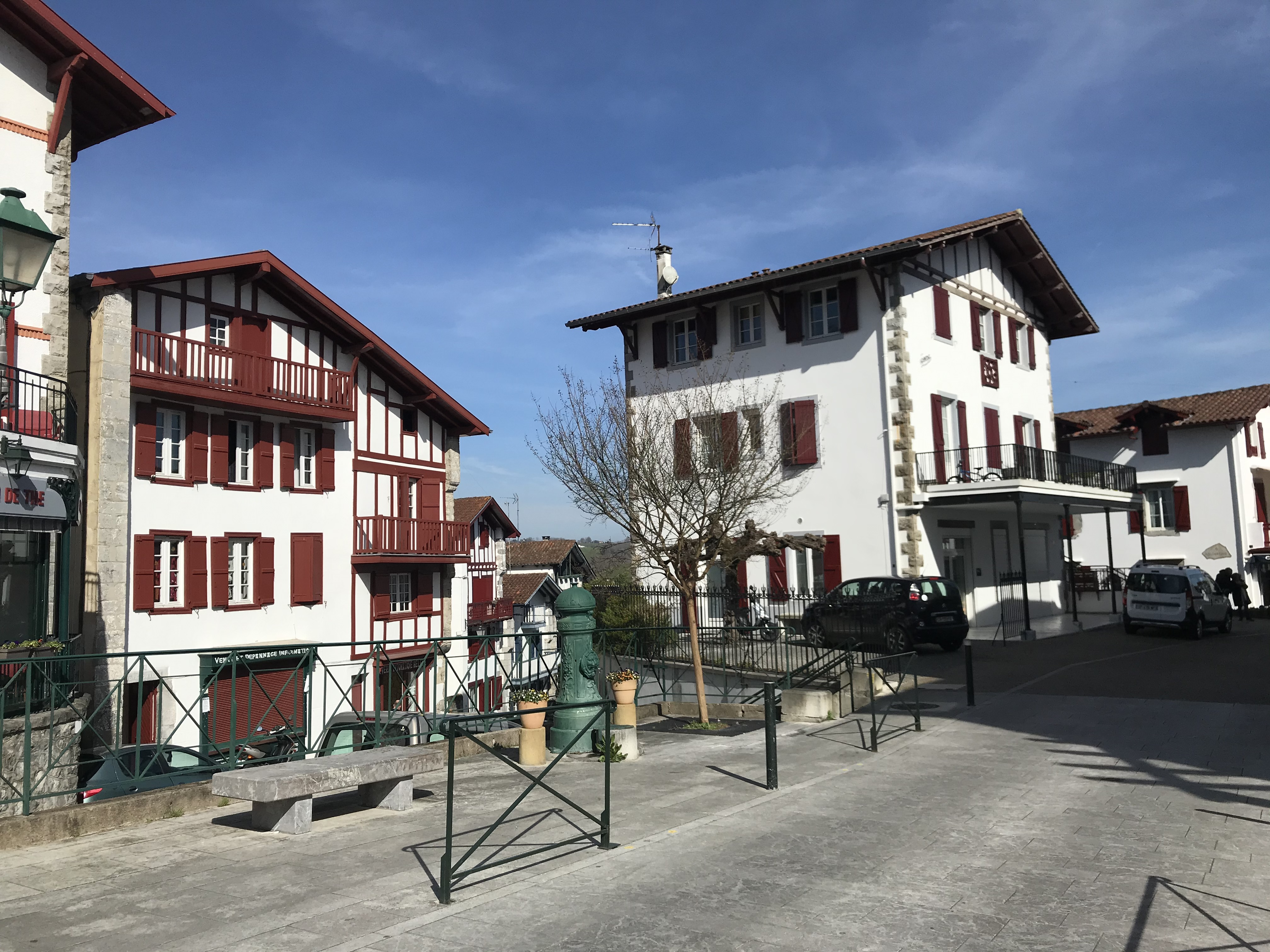
奇基托街

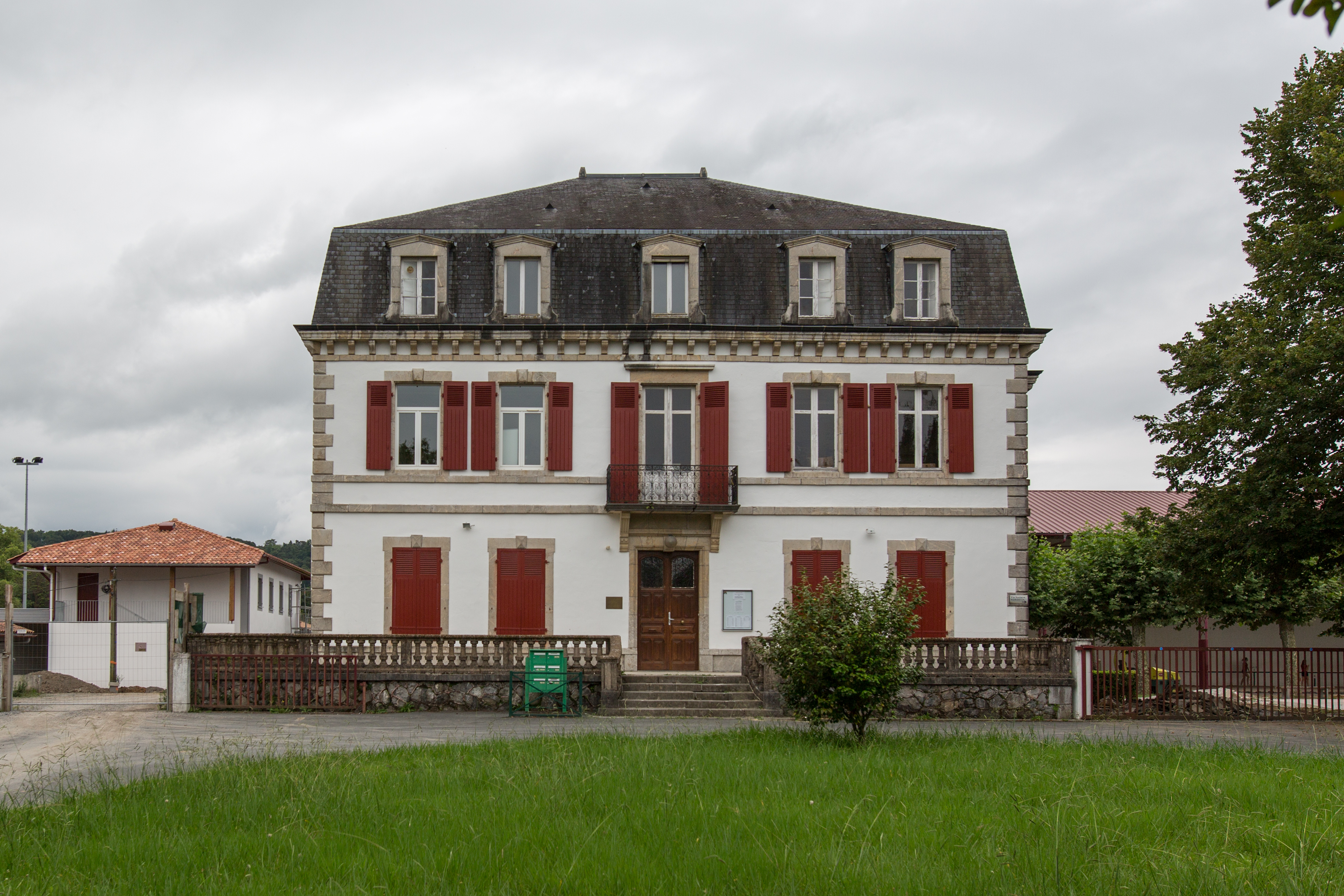
一栋传统民居

### 教育
康博莱班属于波尔多学区。截至2021年1月1日，康博莱班境内共有1所幼儿园、4所小学和3所初级中学。2021至2022学年度，康博莱班境内共有在校中等教育阶段学生1,009名。
在高等教育方面，康博莱班境内建有一所卫生学校。

### 医疗
截至2021年1月1日，康博莱班境内共有全科医生15名、保健师20名、牙医11名、护士15名、耳科医生2名、眼科医生7名、皮肤科医生1名和助产士2名。境内共有药房2家、残疾人帮扶中心4家。
距离康博莱班最近的区域性医疗机构为巴斯克海滨中心医院，其主病区位于巴约讷，距离康博莱班市区的正常车程大约20分钟，该院设有床位499个，是当地规模最大的公立综合性医院。

### 住房
2019年，康博莱班境内共有各类住房3,991套，其中39.5%为独立式居民区，59.9%为集中式居民区。常住房屋占康博莱班市镇范围内居民建筑总量的71.4%。
在住房保障政策方面，2021年，康博莱班境内共有631户家庭获得了住房经济补助，受益人数占总人口数量的9.5%，其中608份为房租补助。

### 商业
2021年，康博莱班境内共有各类实体商铺140家，其中餐厅19家、大型超市3家、杂货店4家、面包房4家、肉铺1家、书店1家、银行门店7家、美容美发店11家、汽车维修店4家。镇中心建有一家家乐福便民超市，市区西部建有Netto和Mr Bricolage购物商场。

### 体育
2021年，康博莱班境内共有1家游泳池、1间体育馆、1座综合体育场、3处网球场、2处足球或橄榄球场以及1处篮球或排球场。
截至2023年9月，康博莱班足球俱乐部（Kanboko Izarra，编号505766）是康博莱班境内唯一的一家注册足球俱乐部，该足球队成立于1935年，其主队2023至2024赛季参加大西洋比利牛斯省足球联赛丙组（法国第十一级别），其主场为佩德罗·阿尔蒂球场（Stade Pedro Halty）。

### 环境
康博莱班的环境事务由其所属的巴斯克地区城市圈公共社区联合各级政府协调负责。2021年，康博莱班境内暂无污染企业。

### 治安
2021年，康博莱班市镇范围内有1处宪兵队。
康博莱班及其附近的共112个市镇是巴约讷国家宪兵队（zone gendarmerie de Bayonne）的管辖范围。2020年，该宪兵队累计记录各类案件2,047起，其中盗窃类案件922起，经济类案件395起，毒品交易类案件145起。

## 文化

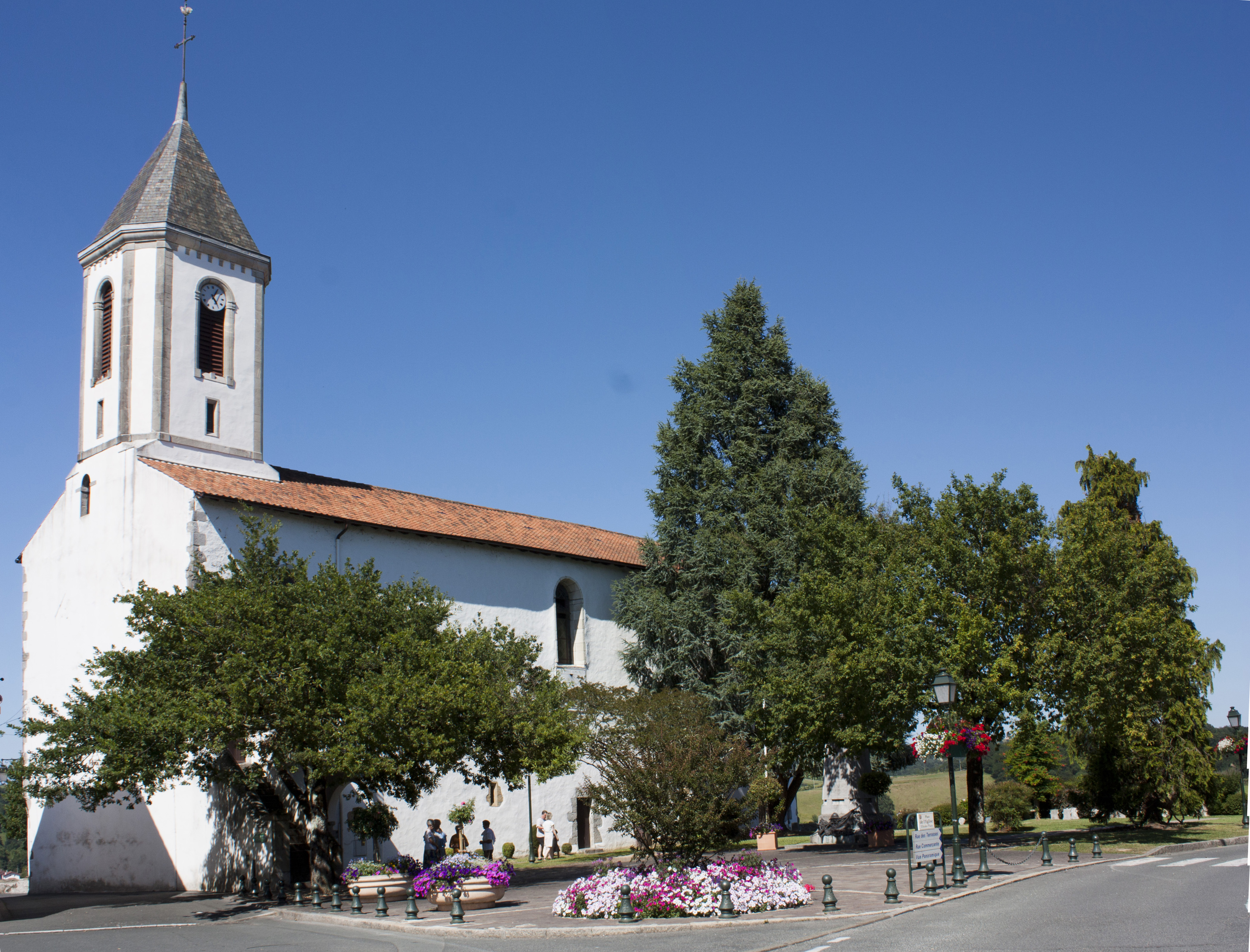
圣洛朗教堂

2021年，康博莱班境内共有1家电影院和2家博物馆。康博莱班市政府提供多媒体中心，每周二、三、五、六向公众开放。

### 建筑
康博莱班境内有多处历史建筑，其中圣洛朗教堂、阿尔纳加庄园等为法国国家文物保护单位。

### 旅游

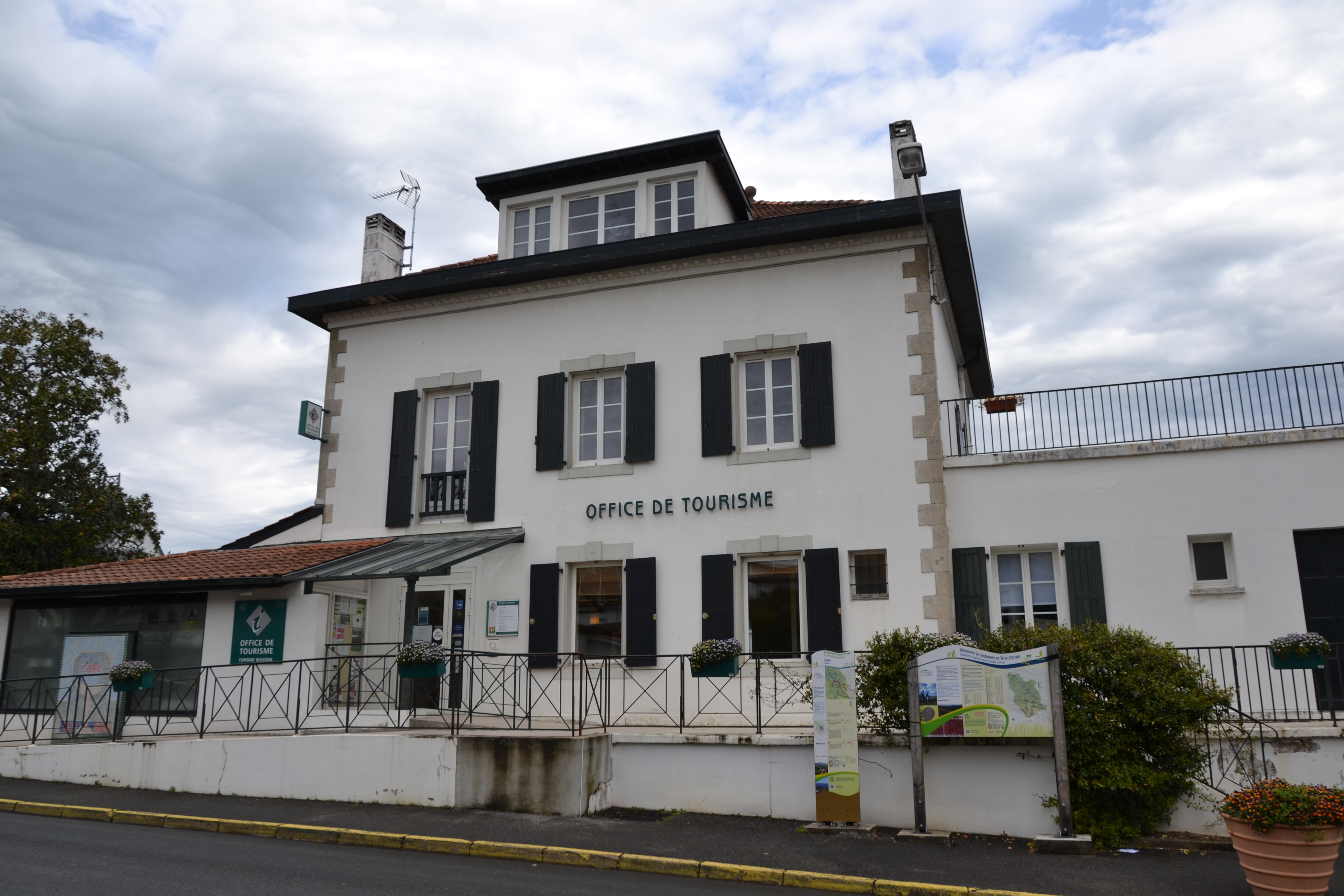
康博莱班游客接待中心

康博莱班的旅游事务由其所属的巴斯克地区城市圈公共社区负责。2022年，康博莱班境内共有4家酒店共计54间房间；另有2个露营地，可容纳共189辆露营车。

### 媒体
法国主要的媒体均可在康博莱班接收，法国电视三台下属的新阿基坦大区频道在部分时段播出康博莱班所在大西洋比利牛斯省的地方新闻。《西南报》、《比利牛斯共和国报》、蓝色法兰西巴斯克地区广播、Gure Irratia广播等是当地主要的地方性媒体。

## 相关人物
西班牙钢琴家伊萨克·阿尔贝尼斯、巴斯克回力球运动员约瑟夫·阿佩斯特居伊、法国政治家乔治·皮杜尔和天主教枢机罗哲·埃切加雷逝世于康博莱班。

## 友好城市
截至2023年9月，康博莱班共与一座城市建立了友好城市关系：
- 西班牙 德瓦